# Iridobapta
Iridobapta là một chi bướm đêm thuộc họ Geometridae.